# Tirsiínos
Tirsiínos (Thyrsiini) é uma tribo de coleópteros da subfamília Cerambycinae.

## Sistemática
- Ordem Coleoptera
  - Subordem Polyphaga
    - Infraordem Cucujiformia
      - Superfamília Chrysomeloidea
        - Família Cerambycidae
          - Subfamília Cerambycinae
            - Tribo Thyrsiini Marinoni & Napp, 1984
              - Gênero Thyrsia Dalman, 1819